# Rai Gr Parlamento
Rai Gr Parlamento (noto anche solo come Gr Parlamento) è un canale radiofonico edito dalla Rai che informa sulle attività del Parlamento, diffondendo in diretta le sedute d'Aula e delle principali Commissioni di Camera dei deputati e Senato della Repubblica.
Il canale è diretto da Francesco Pionati in qualità di direttore del Giornale Radio Rai, testata che dal 12 giugno 2014 gestisce anche le trasmissioni del canale. Il caporedattore è Danilo Cretara.

## Storia
Istituita con legge dello stato nel 1998 e regolata dal contratto di servizio RAI-Ministero delle Comunicazioni, diventa testata autonoma nel 2006, al fine di porre rimedio alla lacuna informativa circa le attività istituzionali delle quali sino a quel momento solo Radio Radicale provvedeva a render conto a livello nazionale.
Dal mese di agosto 2009 il direttore è Riccardo Berti che muore il 4 aprile 2010. Al suo posto subentra ad interim Antonio Preziosi che ricoprirà l'incarico fino al 28 settembre 2011 giorno in cui verrà sostituito da Giovanni Miele. Dal 10 gennaio 2013 dopo il pensionamento di Miele, subentra ad interim Gianni Scipione Rossi.
Dal 12 giugno 2014 il canale entra a far parte della testata Giornale Radio Rai.

## Palinsesto
Oltre alle dirette la radio permette di seguire le attività dei Presidente della Camera, Presidente del Senato e Presidente della Repubblica. Riferisce inoltre dei lavori del Parlamento europeo, dei Consigli regionali e di quelli Comunali delle principali città italiane.
I contenuti di GR Parlamento sono arricchiti da circa 15 rubriche a settimana, suddivise in specialistiche e divulgative. Le prime approfondiscono tematiche politico-parlamentari, le seconde parlano degli argomenti toccati nel lavoro parlamentare in maniera più discorsiva.
Dal 17 luglio 2017, nei momenti in cui non ci sono programmi politici o d'informazione, durante i quali fino al giorno prima trasmettevano esclusivamente brani musicali italiani e stranieri a rotazione senza alcun jingle tra un brano e l'altro, viene ritrasmessa la programmazione di Rai Radio Tutta Italiana, composta esclusivamente da musica italiana. Tuttavia, qualche mese dopo, per quanto riguarda la rotazione musicale sono tornate a trasmettere anche canzoni straniere.

### Programmi

#### Attualmente in onda
- La politica nel pallone, a cura di Emilio Mancuso
- L'Italia che va, a cura di Daniel Della Seta
- Parlamento 2.0, a cura di Enrico Pulcini
- L'edicola di Gr Parlamento
- Le interviste di Gr Parlamento
- I libri a Gr Parlamento

#### Precedentemente in onda
- No profit, a cura di Paola Severini Melograni
- Federalismo Solidale, a cura di Paola Severini Melograni
- I colori della politica, a cura di Ettore Maria Colombo
- Che genere di politica, a cura di Alessandra Narduzzi
- Il Parlamento e le Arti, a cura di Francesca Cecchini (2007)[3] e Roberta Ammendola (2008)[4]
- Articolo 32, a cura di Gerardo D'Amico[5]
- Carta Prima. Verso la nuova Costituzione, a cura di Paolo Armaroli[6]
- Le muse in Parlamento, a cura di Noemi Giunta[7]
- Il giorno e la storia, Rai Storia
- Focus - Gli approfondimenti di Gr Parlamento

### Notiziari e rubriche[8]
|                         | Lun                                  | Mar                                  | Mer                                  | Gio                                  | Ven                                  | Sab                                  | Dom                                  |
| ----------------------- | ------------------------------------ | ------------------------------------ | ------------------------------------ | ------------------------------------ | ------------------------------------ | ------------------------------------ | ------------------------------------ |
| Notiziario Parlamentare | 9:00 - 11:00 - 14:00 - 17:00 - 21:00 | 9:00 - 11:00 - 14:00 - 17:00 - 21:00 | 9:00 - 11:00 - 14:00 - 17:00 - 21:00 | 9:00 - 11:00 - 14:00 - 17:00 - 21:00 | 9:00 - 11:00 - 14:00 - 17:00 - 21:00 | 9:00 - 11:00 - 14:00 - 17:00 - 21:00 | 9:00 - 11:00 - 14:00 - 17:00 - 21:00 |
| Simulcast GR1           | 7:00 - 8:00                          | 7:00 - 8:00                          | 7:00 - 8:00                          | 7:00 - 8:00                          | 7:00 - 8:00                          | 7:00 - 8:00                          | 7:00 - 8:00                          |

## Diffusione
Il programma è diffuso soltanto dalle principali postazioni trasmittenti della rete Rai Way in modulazione di frequenza, in monofonia e con una qualità del suono inferiore rispetto agli altri canali Radio Rai. È inoltre disponibile in streaming su internet ed è diffuso anche sul DAB e via satellite.
Il 23 febbraio 2012 il canale è stato inserito sul digitale terrestre nel RAI Mux 2. Dal 14 al 20 settembre 2015 Rai GR Parlamento, insieme a Rai Radio 4 Light, Rai Radio 5 Classica e Rai Isoradio non è stata disponibile. Il 21 settembre 2015 Rai GR Parlamento è ritornata a essere trasmessa insieme a Rai Radio 5 Classica e Rai Isoradio. Il 20 ottobre 2021, in seguito allo spegnimento del mux, non è più disponibile sul digitale terrestre.

## Direttori
| Nome                                    | Inizio carriera   | Fine carriera     | Ad interim |
| --------------------------------------- | ----------------- | ----------------- | ---------- |
| Paolo Ruffini                           | 5 gennaio 1998    | 2002              | No         |
| Anna La Rosa                            | 2002              | 2006              | No         |
| Bruno Socillo                           | 2006              | 2009              | No         |
| Riccardo Berti                          | 2009              | 4 aprile 2010     | No         |
| Antonio Preziosi                        | 4 aprile 2010     | 28 settembre 2011 | Si         |
| Giovanni Miele                          | 28 settembre 2011 | 9 gennaio 2013    | No         |
| Gianni Scipione Rossi                   | 10 gennaio 2013   | 15 aprile 2014    | Si         |
| Direttori del Giornale Radio (dal 2014) |                   |                   |            |
| Flavio Mucciante                        | 13 marzo 2014     | 4 agosto 2016     | No         |
| Andrea Montanari                        | 5 agosto 2016     | 14 giugno 2017    | No         |
| Gerardo Greco                           | 15 giugno 2017    | 24 giugno 2018    | No         |
| Roberto Pippan                          | 25 giugno 2018    | 30 ottobre 2018   | Si         |
| Luca Mazzà                              | 31 ottobre 2018   | 15 maggio 2020    | No         |
| Simona Sala                             | 15 maggio 2020    | 17 novembre 2021  | No         |
| Andrea Vianello                         | 18 novembre 2021  | 24 maggio 2023    | No         |
| Francesco Pionati                       | 25 maggio 2023    | 5 giugno 2025     | No         |
| Nicola Rao                              | 5 giugno 2025     | in corso          | No         |

## Loghi

2000 - 18 maggio 2010
2013 - 2014
2014 - 18 settembre 2017
In uso dal 18 settembre 2017